# Борисполь (Амурская область)
Бори́споль — село в Серышевском районе Амурской области, Россия. До 2021 года входило в Фроловский сельсовет, с 2021 включено в Полянский сельсовет.
Основано в 1909 году переселенцами из села Борисполь Полтавской губернии и названо в память о покинутой родине. Первоначально называлось Дубнячки, названной по расположенной рядом дубовой роще.

## География
Село Борисполь расположено к юго-востоку от пос. Серышево, рядом с автотрассой Чита — Хабаровск. Расстояние до районного центра (через село Поляна) — 20 км.
На восток от села Борисполь идёт дорога к административному центру упразднённого Фроловского сельсовета селу Фроловка, расстояние — 14 км.

## Население
| 2002 | 2010 | 2012 | 2013 | 2014 | 2015 | 2016 |
| ---- | ---- | ---- | ---- | ---- | ---- | ---- |
| 323  | ↘244 | ↘232 | ↘226 | ↗227 | ↘215 | ↘211 |
| 2017 | 2018 |      |      |      |      |      |
| ↘208 | ↗210 |      |      |      |      |      |

По данным переписи 1926 года по Дальневосточному краю, в населённом пункте числилось 87 хозяйств и 456 жителей (235 мужчин и 221 женщина), из которых преобладающая национальность — украинцы (66 хозяйств).

## Инфраструктура
Сельскохозяйственные предприятия Серышевского района.